# Biologische waterstofproductie
De biologische productie van waterstofgas gebeurt in een bioreactor, en is gebaseerd op de productie van waterstofgas door algen.
Onder bepaalde omstandigheden produceren algen waterstofgas. In de late jaren 90 werd ontdekt dat als algen zwavel onthouden wordt, ze van de productie van zuurstofgas (via normale fotosynthese) overschakelen op de productie van waterstofgas.

## Ontwerpproblemen van een bioreactor

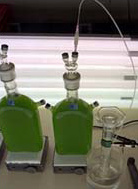
Een algae bioreactor voor waterstofproductie.

- Verhindering van fotosynthetische waterstofgasproductie door de ophoping van een elektrochemisch potentiaal;
- Door middel van competitieve inhibitie wordt de productie van waterstofgas verhinderd door koolstofdioxide;
- Er is een bicarbonaatbinding vereist in het tweede fotosysteem voor een efficiënte fotosynthetische activiteit;
- Afdrijving van elektronen door zuurstof in de waterstofproductie door algen;
- Economische haalbaarheid: de energie-efficiëntie - omzetting van zonlicht tot waterstof - moet zo'n 7 tot 10 procent bereiken om economisch haalbaar te zijn. In de natuurlijke vorm halen algen slechts 0,1%.

Men probeert deze problemen op te lossen via bioengineering.

## Mijlpalen
2006 - Onderzoekers van de universiteiten van Bielefeld en Queensland hebben de eencellige groene alg Chlamydomonas reinhardtii zo genetisch veranderd dat deze een opmerkelijk grote hoeveelheid waterstofgas produceert. Stm6 kan op lange termijn tot vijf keer het volume produceren dat de wilde vorm produceert met een energie-efficiëntie van 1.6-2%.
2006 - Uit ongepubliceerd werk van de Universiteit van Californië (Berkeley) blijkt dat met de technologie mogelijk de grens van economische haalbaarheid van 10 % energie-efficiëntie is overschreden. Door de chlorofylstapels in de fotosynthetische organellen in te korten, heeft Tasios Melis "mogelijk" de grens overschreden.
2007 - Anastasios Melis bereikt 15% efficiëntie van de theoretische 30%
2007 - Ook door toevoeging van koper schakelen algen over  van de productie van zuurstofgas (via normale fotosynthese)  op de productie van waterstofgas.
2008 - Anastasios Melis bereikt 25% efficiëntie van de theoretische 30%.

## Onderzoek
2006 - Aan de Universiteit van Karlsruhe wordt een prototype van een bioreactor gebouwd die 500-1000 liter algcultuur bevat. De reactor moet de economische haalbaarheid van het systeem binnen vijf jaar bewijzen.

## Economie
Een algboerderij ter grootte van de staat Texas zou genoeg waterstofgas produceren om de hele wereld te voorzien. 25.000 vierkante kilometer zou genoeg zijn om het gehele benzineverbruik van de VS te vervangen - dit is minder dan een tiende van de oppervlakte in de VS die met sojaproductie gemoeid is.

## Geschiedenis
In 1939 merkte Hans Gaffron, een Duits onderzoeker die werkte aan de Universiteit van Chicago, op dat de algen die hij bestudeerde (Chlamydomonas reinhardtii, een groene alg) soms van zuurstofproductie op waterstofproductie overschakelden. Gaffron heeft nooit ontdekt wat de oorzaak hiervoor was, net als vele wetenschappers na hem. In de late jaren 90 ontdekte Anastasios Melis, een onderzoeker aan de Universiteit van Californië dat als algen zwavel onthouden wordt, ze van de productie van zuurstofgas (via normale fotosynthese) overschakelen op de productie van waterstofgas. Hij ontdekte dat het enzym hydrogenase hiervoor verantwoordelijk was. Dit enzym verliest echter zijn functie in de aanwezigheid van zuurstofgas. Melis ontdekte dat de onthouding van zwavel de interne zuurstofstroom in de algen verstoorde, waardoor hydrogenase een omgeving heeft waarin het kan reageren en de algen waterstofgas gaan produceren. Chlamydomonas moeweesi is een andere goede kandidaat  voor waterstofproductie.